# Rivière au Serpent
Pour les articles homonymes, voir Serpent (homonymie).
Ne doit pas être confondu avec Rivière aux Serpents.
La rivière au Serpent est un affluent de la rivière Péribonka, coulant dans le territoire non organisé de Passes-Dangereuses, dans la municipalité régionale de comté (MRC) de Maria-Chapdelaine, dans la région administrative de Saguenay-Lac-Saint-Jean, dans la province de Québec, au Canada.
Le bassin versant de la rivière au Serpent est desservi par la route forestière R0250 (chemin de la « chute de la Passe ») qui remonte la vallée de la rivière Étienniche, de la rivière des Prairies et de la rivière Brodeuse. La vallée de la rivière Serpent est aussi desservie par quelques routes secondaires desservent la zone pour les besoins de la foresterie et des activités récréotouristiques.

## Géographie
Les principaux bassins versants voisins de la rivière au Serpent sont :
- côté Nord : rivière de l'Épinette Rouge, rivière Péribonka, lac Péribonka, rivière Saint-Onge, lac Maupertuis ;
- côté Est : lac Péribonka, rivière Péribonka, rivière Manouane, rivière Manouaniche, rivière des Prairies, Petite rivière Shipshaw ;
- côté Sud : lac Étienniche, rivière Étienniche, lac D'Ailleboust, rivière D'Ailleboust, rivière Alex, rivière Péribonka, rivière du Portage ;
- côté Ouest : lac D'Ailleboust, rivière D'Alleboust, rivière Mistassibi Nord-Est, rivière Mistassibi, lac du Serpent (rivière au Serpent Sud-Ouest), lac du Goéland[2].

La rivière au Serpent prend sa source à décharge de trois lacs non identifiés dans le territoire non organisé de Passes-Dangereuses.
À partir de sa source, la rivière au Serpent coule sur environ 100 km vers le sud-est, entièrement en zone forestière.

## Toponymie
L'arpenteur J. Maltais a fait un relevé d'arpentage de ce cours d'eau vers 1885-1886. Cette dénomination toponymique remonte probablement à cette époque. Son origine est non évidente, car son cours n'est point plus sinueux que les autres cours d'eau de la région. On se demande par ailleurs s'il n'y aurait pas quelque rapport à établir avec les couleuvres dans la signification de ce nom! En ce sens, elle rejoint l'appellation "Manitu Paushtuk Shipi" attribuée par les Innus, significant « rivière rapide du serpent ».
Le toponyme de « rivière au Serpent » a été officialisé le 5 décembre 1968 à la Banque des noms de lieux de la Commission de toponymie du Québec.